# Melt-Banana
Melt-Banana （メルトバナナ）は日本のロックバンド。母国の日本以上に、アメリカやヨーロッパのパンク・ロック・ファンから支持を得ている。

## 来歴
1994年に初の音源をリリース。当時のメンバーはYasuko O.（Yako／ボーカル）、Agata（ギター）、Rika（ベース）、須藤俊明（ドラムス）の4人。1995年のアルバム『Scratch or Stitch』は、スティーヴ・アルビニとジム・オルークとの共同作業により制作された。
1997年に須藤が脱退。1998年にWatchmanがドラマーとして加入。1999年にはジョン・ゾーンのレーベル「Tzadik」からアルバム『MxBx 1998/13,000 Miles at Light Velocity』を発表した。
1999年と2001年、イギリスBBCのMaida Vale Studioにてジョン・ピール・セッションが収録された。その様子を見ていた、BBCの伝説的DJジョン・ピールは、「今までに見たり聴いたりした最も素晴らしいパフォーマンスの一つ。ただただ魅了され、実に驚くものだった」と評し、「世界で最も素晴らしいバンドの一つ」として、毎年50のベスト曲を選ぶFestive Fiftyに、1998年、1999年、2003年に選出するなど、2004年に他界する直前までBBCの自身の番組で紹介し続けた。
2001年、Watchmanが脱退し、以後、ゲスト・ドラマーを迎えての活動となった。海外ツアーにはディスコーダンス・アクシスのオリジナル・メンバーであったデイヴ・ウィッテがツアー・メンバーとして参加し、2003年に『Cell-Scape』をリリースした。
2005年、シングル集「13 Hedgehogs (MxBx Singles 1994–1999)」をリリース。これは1994年から1999年の間に発売された13枚のスプリット盤を含む、5インチ、7インチ、10インチのシングル・レコードをまとめたものである。
2007年に、『Bambi's Dilemma』をリリースし、同年のアメリカ・ツアーでは、トゥールのアリーナ・ツアーにも同行した。その後、ギターとベースに代わりテルミン、サンプラー、シンセサイザーが使われた楽曲を演奏するMELT-BANANA Liteでの活動も行う。これらの曲は『Bambi's Dilemma』にも一部収録されていたが、2009年に、そのライブを収録した作品である『MELT-BANANA Lite LIVE ver.0.0』を発表した。
2012年の夏よりYakoとAgataの2人編成となる。2013年に6年ぶりのスタジオ・アルバム『Fetch』を発表し、同アルバムは『ローリング・ストーン』誌が選出した「20 Best Metal Albums of 2013」で17位にランク・インした。

## 作品
- Speak Squeak Creak (1994)
- Cactuses Come in Flocks (1994)
- Scratch or Stitch (1995)
- Charlie (1998)
- MxBx 1998/13,000 Miles at Light Velocity (1999)
- Teeny Shiny (2000)
- Cell-Scape (2003)
- 13 Hedgehogs (2005)
- Bambi's Dilemma (2007)
- MELT-BANANA Lite LIVE ver.0.0 (2009)
- Fetch (2013)
- Return of 13 Hedgehogs (MxBx Singles 2000-2009) (2015)
- 3+5 (2024)